# U srcu Sumatre
U srcu Sumatre je treći putopis Viktora Lazića. U svojim doživljajima na Sumatri, koji se često graniče sa opasnim i napetim pustolovinama po indonežanskim arhipelazima, u prašumama i pod vulkanima, Lazić osvaja čitaoca svojom otvorenošću i sklonošću da upozna i odgonetne daleke i neobične ljude i običaje, različite kulture i neistražene predele. Sumatra Viktora Lazića je spoj putopisa, romana i autobiografije. U njemu mladi pisac korespondira sa sumatraističkim doživljajem sveta svog dalekog banatskog književnog brata, Miloša Crnjanskog.
Ovaj uzbudljivi putopis nije slučajno prožet stihovima Miloša Crnjanskog, koji je i sam bio veliki putnik, sklon nepoznatim krajevima sveta, i tvorac posebnog pesničkog pravca kome je sam dao ime – sumatraizam. Na njegovom tragu, naoružan književnim darom i radoznalošću nepristrasnog posmatrača, Viktor Lazić upušta se u daleku i neizvesnu avanturu. 